# 鮑永
鮑 永（ほう えい、? - 42年）は、中国の新代から後漢時代初期にかけての政治家・武将。字は君長。并州上党郡屯留県の人。父は哀帝の代の司隷校尉で、王莽に殺害された鮑宣。弟は鮑升。子は鮑昱。

## 事跡
| 姓名           | 鮑永 |
| 時代           | 新代 - 後漢時代 |
| 生没年         | 生年不詳 - 42年（建武18年） |
| 字・別号       | 君長（字） |
| 本貫・出身地等 | 并州上党郡屯留県 |
| 職官           | 郡功曹〔新〕→尚書僕射兼行大将軍事〔更始〕 →上将軍〔後漢〕→諫義大夫〔後漢〕 →魯郡太守〔後漢〕→揚州牧〔後漢〕 →司隷校尉〔後漢〕→東海国相〔後漢〕 →兗州牧〔後漢〕 |
| 爵位・号等     | 中陽侯〔更始〕→列侯〔後漢〕→関内侯〔後漢〕 |
| 陣営・所属等   | 王莽→更始帝→劉秀 |
| 家族・一族     | 父：鮑宣 弟：鮑升 子：鮑昱 |

最初は、郡の功曹となった。王莽が鮑宣の子孫を滅ぼそうと企み、都尉路平がこれに応じて鮑永を殺害しようとしたが、鮑永は太守苟諫に庇護されて難を逃れた。次いで、鮑永の弟の鮑升が逮捕されたが、太守趙興のとりなしで、やはり難を逃れた。
更始2年（24年）、更始帝（劉玄）から尚書僕射兼行大将軍事に任命され、符節を持ち、将兵を率いて、河東・并州・朔方を平定し、自ら偏将軍・裨将軍を置き、軍法を行使する権限を有した。鮑永は河東郡で青犢（河北の地方民軍）を撃破し、更始帝から中陽侯に封じられた。鮑永は将軍となっても、車に乗るときの服装は質素であったという。
更始3年（25年）、赤眉軍が更始帝を殺害すると、同年に即位した光武帝（劉秀）が、上将軍・列侯として鮑永を招聘するために、諫義大夫儲大伯を派遣した。しかし、鮑永はこれを疑って拘束し、長安に使者を派遣した。すると、更始帝の死が確認できたため、喪を発し、儲大伯を釈放した。鮑永は自軍を解散し、諸将と賓客100人余りだけで河内遠征中の光武帝を訪ねた。光武帝が軍はどうしたのかと問うと、鮑永は「私は更始帝に仕えて命令を全くすることができませんでした。それゆえ、軍を背景にして富貴を得ることは慙愧に耐えないため、軍を解散したのです」と答えた。光武帝は口では賞賛したが、降るが晩きと、心中は喜ばなかった。しかし、鮑永は光武帝から諫義大夫に任命され、河内郡懐県にいた更始帝配下の河内太守を説得して降伏させた。光武帝は喜び、洛陽の商里の邸宅を下賜しようとしたが、鮑永はこれを辞退している。
その後、東海の董憲の部将（「裨将」）が魯郡を攻撃してきたため、鮑永は魯郡太守に任命され、これを攻撃して撃ち破った。さらに、その別働隊の将（「別将」）である彭豊・虞休・皮常も策を設けて自らの手で殴り殺し、その軍を殲滅した。光武帝はこれを嘉し、関内侯に封じ、揚州牧に任命した。鮑永は、横暴な現地有力者（「彊横」）を誅し、民衆を安んじた。その後、母が死去したため、辞任し、財産を尽く孤児となった年少者に分け与えた。
建武11年（35年）、鮑永は司隷校尉に任命された。当時、光武帝の叔父の趙王劉良が威勢を恃んだ振舞いをしていたため、鮑永は劉良を大不敬として弾劾した。これにより朝廷は厳粛となった。当時、右扶風鮑恢も剛直な官僚として知られたため、「二鮑」として外戚たちは恐れ憚った。
建武15年（39年）、鮑永は大司徒韓歆の処罰に反対してこれを諌めたため、東海国相に左遷された。しかし、当時、墾田の不実により多くの郡太守が下獄されたため、鮑永は東海に向かう途中の成皋で、赴任先を兗州牧へと変更された。
3年の在任の後、建武18年（42年）死去した。子の鮑昱が後を継いだ。後漢末の鮑信は七世の孫である。